# Jorge Gaspar
Jorge Manuel Barbosa Gaspar (Lisboa, 14 de maio de 1942) é um geógrafo e professor catedrático português, discípulo de Orlando Ribeiro.
Obteve a licenciatura em Geografia na Universidade de Lisboa em 1965, e doutorou-se, também na Universidade de Lisboa, em Geografia Humana com a tese A Área de Influência de Évora - Sistema de funções e lugares centrais.
Tem-se dedicado a diversos campos de estudo, nomeadamente Geografia Humana, Prospetiva: Sociedade e Território, Estudos Urbanos e Regionais, Estudos Eleitorais (Geografia e Sociologia das Eleições), Comunidade Europeia - a Integração e as Transformações no Território, Telecomunicações e Desenvolvimento Regional.
Foi o vencedor do prémio Universidade de Lisboa 2009/2010 e recebeu, em 2010, o grau de Grande-Oficial da Ordem do Infante D. Henrique. Também recebeu graus honoris causa das universidades de Leon (1995), Genebra (2001)  e Évora (2010).
Tem publicados vinte e nove livros e cerca de duzentos e cinquenta artigos científicos.
Entre 2013 e 2022, foi sócio efetivo da Classe de Letras da Academia das Ciências de Lisboa (4.ª Secção - História e Geografia). Desde 2022, é sócio efetivo da Classe de Letras da Academia das Ciências de Lisboa (8.ª Secção - Geografia e Ordenamento do Território).

## Publicações

### Estudos Urbanos
- 2006: “European Union Enlargement and the New Roles of National Capitals at the European Peripheries” in Die Erde, n? 137 (1-2) – European Metropolitan Areas, Berlim, pp. 5–19.
- 2006: “Building Successful Urban Policy in the New Era of Migration” in Papademetriou, D. G. (ed.) Europe and Its Immigrants in the 21st Century – A New Deal or a Continuing Dialogue of the Deaf?, Migration Policy Institute & Luso-American Foundation, pp. 71–87 (com Maria Lucinda Fonseca).
- 2005: “O sistema urbano de Portugal” in Aliseda, J. M & Condesso, F. R. (coords.) Políticas urbanas y territoriales en la Peninsula Iberica - Tomo II Serie Estúdios Portugueses, Merida, pp. 195–196.
- 2005: “Os ritmos do quotidiano e a apropriacao do territorio”/”The rhythms of daily life and the appropriation of the territory” in Brasil, D. & Lucas, M. G. (eds.) Em Transito, Goethe - Institut Lissabon, pp. 122–137.
- 2005: “Herança, Património e Turismo” in Bucho, D. (coord.) Actas do I Fórum Marvão - Património, turismo e despovoamento/descaracterização dos centros históricos, Município de Marvão, pp. 19–28.
- 2005: “Cidade e urbanização no virar do milénio” in Homenaje a Joaquin Gonzalez Vecin, Departamento de Geografia, Universidad de Leon, pp. 285–299.
- 2005: “Portugal, a terra e o homem, expressão das cidades portuguesas 1981” in Figueira, J.; Nunes, J.; Milheiro, A.V.; Dias, M.G. (eds.) Jornal Arquitectos 218/219 - Antologia 1981-2004, pp. 27–31.
- 2003: “Inserção da área metropolitana de Lisboa no Pais, na Península Ibérica e na Europa” in Atlas da Área Metropolitana de Lisboa, Área Metropolitana de Lisboa, pp. 31–43.
- 2003: “A Área Metropolitana de Lisboa” – Actas del Seminario Internacional, Barcelona 2002 – in El Desafio de las Areas Metropolitanas en un Mundo Globalizado-Una mirada a Europa y America Latina, Ed. Institut d’Estudis Territorials, Barcelona, pp. 139 161.
- 2002: “Sentir o Lugar ou as Paisagens da Memoria” in Jornal Arquitectos n?. 206, Lisboa, pp. 36 39.
- 2002: “Lisbon: Renewal of the River Side Area From Santos o Novo to Cabo Ruivo” in Portus, pp. 14 21 (com Sergio Barroso e Eduardo Brito Henriques).
- 2001: “Évora e a Cidade Portuguesa no Século XX” in A Cidade de Évora Boletim de Cultura da Câmara Municipal, II Serie, N? 5, pp. 29–50.
- 2001: “Urban Economic Futures: a comment” in Urban Futures Anthology – Urban Futures: Urban Policy Developments and Urban Social Transformations in Europe in the 21st Century, Estocolmo, Ministry of Industry, Employment and Communications (Suecia).
- 2001: “O conjunto urbano da envolvente de Santos-o-Novo” in Revista Monumentos, n?. 15, Lisboa, pp. 87–92 (com Jose Manuel Fernandes).
- 2001: “Área Metropolitana de Lisboa – Gestão Integrada e Desenvolvimento Sustentável das Zonas Costeiras” - Conferencia Anual da Rede Esturiales - in Esturiales, Ed. Area Metropolitana de Lisboa/Rede Estuariales, n?. 7.
- 2001: “Área Metropolitana de Lisboa – Permanência e renovação em torno do Estuário do Tejo” in Esturiales, Ed. Area Metropolitana de Lisboa/Rede Esturiales, n?. 6.
- 2000: “A cidade portuguesa na Idade Media; Aspectos da estrutura física e desenvolvimento funcional” (traduzido por Hiroshi Shiina) in Seiyoshigaku Ronshu or The Studies in Western History, vol. XXXVIII, Fukuoka (Japao), The Kyushu Society of Western History, p. 195.
- 2000: “Cidades Medias e Cidades Intermédias. Novas funções territoriais e novas formas urbanas em Portugal” in C. Bellet y J. M. Llop (eds) Ciudades intermedias. Urbanizacion y Sostenibilidad, Ed. Milenio Lleida, pp. 125 140.
- 2000: “A Urbanização Contra a Cidade” in Lecturas Geograficas – Homenaje al Professor Estebanez Alvarez, Madrid, Editorial Complutense, pp. 1133 1141.
- 1999: “Economic Restructuring and New Urban Form” in Finisterra, XXXIV, 67 68, pp. 131 152.
- 1999: “Lissabon - Tor zum Sudwesten Europas” in Geographische Rundschau, n?. 10, pp. 548 554 (com Eduardo Brito Henriques e Mário Vale).
- 1999: “As Frentes de Agua no Contexto Estratégico do Desenvolvimento da Área Metropolitana de Lisboa” in V. M. Ferreira e F. Indovina (org.) A Cidade da Expo?98, Lisboa, Bizâncio, pp. 147 158.
- 1999: ”Urbanisation, Globalisation et Nouvelles Formes D?Urbanisme” melanges en homenage a Paul Claval in Geographie et Liberte (sous la direction de Jean Robert Pitte et Andre Louis Sanguin), Editions L?Harmattan, Paris.
- 1999: “Macau – Competitiveness and Urban Growth” in Dialogue – Architecture+Design+Culture, pp. 48 51 (com Jose Manuel Simoes).
- 1998: ”Economic restructuring, social re composition and recent urban changes in Portugal” in GeoJournal n?. 46 (com Eduardo Brito Henriques e Mário Vale), Kluwer Academic Publishers, pp. 63 76.
- 1998: ”Lisbonne et l’Exposition 1998” in Les debats sur la ville 1 sous la direction de Francis Cuillier, Bordeaux, Editions Confluences, pp. 71 81.
- 1998: ”O Novo Urbanismo: convergências em diferentes matrizes culturais” in Cadernos de Geografia, n?. 17, pp. 179 185.
- 1998: “Guimarães – cidade e urbanidade” in Guimarães – Cidade Património Mundial: um objectivo estratégico, Camara Municipal de Guimarães, 13 19.
- 1997: ”Comentário” in Conselho Económico e Social, Colóquio “A Politica das Cidades”, Lisboa, pp. 105 108.
- 1997: ”Comentário” a “Desenvolvimento dos Meios Urbanos” (L.B.da Cruz) e “Educação em Meio Urbano” (A.S. Silva) in Educação e Meios Urbanos: Problemas e Caminhos de Desenvolvimento, Lisboa, Conselho Nacional de Educação, pp. 57 64.
- 1997: “Reestruturação Industrial e Reconversão Urbana” in Dieguez, V. C. e Gutierrez, J. I. P., Câmbios Regionales a finales del siglo XX, Salamanca, Asociacion de Geografos Espanoles, pp. 163 173.
- 1997: “Lisbon: Metropolis between centre and periphery” in Jensen Butler, Shachar e van Weesep, European Cities in Competition, Aldershot, Averbury, pp. 147 178.
- 1996: “Da Lisboa Oriental” in Lisboa Expo 98 - Projectos, Lisboa, Editorial Blau, pp. 13 17.
- 1995: ”Do Urbanismo em Espanha e Portugal” in Anales de Geografia de la Universidad Complutense, n?. 15, Madrid, pp. 351 360.
- 1995: ”Cidade e Urbanismo” in Polígonos, n?. 5, pp. 165 172 + 1 hors texte.
- 1995: “Lisbon Metropolitan Area: structure, function and urban policies” in Fonseca, M. L. (coord.), Lisboa: abordagens geograficas, Lisboa, Centro de Estudos Geograficos, pp. 81 104.
- 1995: ”Lisbon, the site: occupation and organization of territory” in Subterranean Lisbon, Lisboa, Museu de Arqueologia, pp. 13 19. (Versao portuguesa).
- 1994: ”A propósito do eixo Aveiro Viseu Guarda” in Cadernos de Economia, n?. 29, pp. 18 20.
- 1994: “O desenvolvimento do sítio de Lisboa: de finisterra a charneira” in Moita, I., O livro de Lisboa, Lisboa, Livros Horizonte, pp. 11–24.
- 1994: “Génese de uma paisagem” in Rassegna, ano XVI, 59, Bologna, Editrice, pp. 82–88.
- 1994: ”Da Observação de Lisboa: Alguns Apontamentos” in Philosophica, Lisboa, n?. 4, pp. 47 58.
- 1993: VALIS - Valorização de Lisboa - 1990 1992 (Coord.), Lisboa, Centro de Estudos e Desenvolvimento Regional e Urbano. (English version).
- 1992: ”Green and Ocean for Lisbon” in Sistema Terra, vol. I, n?. 2, Editorial Lasterza, pp. 42 44 (com Maria Eugenia Moreira).
- 1992: "Social, Economic and Cultural Transformations in the Portuguese Urban System" (com C. Jensen-Butler), International Journal of Urban and Regional Research, 16, pp. 442–461.
- 1991: ”Lisboa, de Muitas e Variadas Gentes” in Terras e Gentes de Lisboa, CML, pp. 7 9.
- 1991: "Social, Economic and Cultural Transformations in the Portuguese Urban System" (com C. Jensen-Butler), Institut for Statskundskab, Aarhus Universitet.
- 1991: VALIS - Valorização de Lisboa (Coord.), Lisboa, Centro de Estudos e Desenvolvimento Regional e Urbano.
- 1989: ”Do Sebastianismo na Urbanização Clandestina” in C. M. Rodrigues, I. Guerra, J. Cabral, J. Gaspar, J. M. Fernandes, N. R. Silva, N. Matias, Clandestinos em Portugal - Leituras, Livros Horizonte, Lisboa, pp. 124 127.
- 1989: ”Aspectos da Urbanização Ilegal nos Países Mediterrâneos da OCDE” in C. M. Rodrigues, I. Guerra, J. Cabral, J. Gaspar, J. M. Fernandes, N. R. Silva, N. Matias, Clandestinos em Portugal - Leituras, Livros Horizonte, Lisboa, pp. 82 91.
- 1988: ”Reseau urbain et regionalisation” in Annales de Geographie, n?. 541, pp. 291 307.
- 1987: ”Do Pelourinho ao Centro Comercial”, Povos e Culturas, n?. 2 - A Cidade em Portugal: Onde se Vive, pp. 243 259.
- 1986: A Dinâmica Funcional do Centro de Lisboa, Lisboa, Livros Horizonte.
- 1985: ”O Eléctrico e a Cidade” in Arquitectura Portuguesa, 5?. série, n?. 1, Maio Junho, Technigrafe, pp. 31 33.
- 1985: ”A cidade portuguesa na Idade Media. Aspectos da estrutura física e desenvolvimento funcional” in La Ciudad Hispanica......... Editorial de la Universidad Complutense de Madrid, pp. 133 147.
- 1984: "Urbanization: Growth, Problems and Policies" in Allan Williams ed., Southern Europe Transformed, Londres, Harper & Row, pp. 208–235.
- 1984: ”Lisboa: Espaço/Tempo” in III Colóquio Ibérico de Geografia - Acta, Ponencias y Comunicaciones, Barcelona, Universitat de Barcelona, pp. 314 321.
- 1983: ”Que Novas Formas de Urbanismo” in Reflexão Crista, n?. 36, Cidade: Sobreviver e Transformar, pp. 17 21.
- 1983: ”L’evolution de la ville” in Macao on jouer la difference, Centre Georges Pompidou, Paris, pp. 72 77.
- 1982: “Portugal, a terra e o homem, expressão das cidades portuguesas 1981” in Jornal Arquitectos 10/11, Set/Out, p. 18 e seguintes.
- 1981: ”As cidades portuguesas e a Geografia Urbana na Universidade de Lisboa” in I Colóquio Ibérico de Geografia, Salamanca, pp. 189 198 (com João Ferrão).
- 1979: Zentrum und Peripherie im Ballungsraum Lissabon, Urbs et Regio, n? 12, Kassel.
- 1977: Padrões Espaciais do Comportamento da População de Lisboa na Aquisição de Bens e Serviços. Estudos de Geografia Urbana, n?. 9, Lisboa, 161 p. policopiadas (com Ana Isabel Resende e João Ferrão).
- 1977: ”A Evolução da Morfologia Urbana na Suécia” in Finisterra, vol. XII 23, pp. 56 76.
- 1976: ”A Dinâmica Funcional do Centro de Lisboa” in Finisterra, vol. XI 21, pp. 37 150.
- 1975: ”Centros de Comercio e Serviços na Cidade de Lisboa” in Finisterra, vol. X 20, pp. 230 272 (com Fernando Correia, Maria Júlia Ferreira, João Ferrão e Graça Branco).
- 1975: ”A Distribuição das Actividades Terciárias na Cidade de Lisboa segundo as Estatísticas Fiscais” in Finisterra, vol. X 20, pp. 193 229 (com Fernando Correia).
- 1975: "Estudo Geográfico das Aglomerações Urbanas em Portugal Continental" in Finisterra, Lisboa, vol. X 19, pp. 107–152.
- 1974: ”A Utilização Agrária do Solo em Torno de Lisboa, na Idade Media, e a Teoria de Von Thunen” in Boletim da Junta Distrital de Lisboa, pp. 3 11 (com Maria Jose Lagos Trindade).
- 1973: A Distribuição das Actividades Terciárias na Cidade de Lisboa, segundo as Estatísticas Fiscais. Serie “Estudos de Geografia Urbana”, n?. 4 do Projecto LL 5 do Instituto de Alta Cultura (com Fernando Correia).
- 1972: A Ponte de Salazar e o Tráfego Fluvial entre Lisboa e a Outra Banda, Lisboa, 25 p.. Serie “Estudos de Geografia Urbana”, n?. 2 do Projecto LL 5 do Instituto de Alta Cultura.
- 1971: ”As Cidades da Bacia do Paraiba” in Finisterra, vol. VI 12, pp. 276 282. Recensão do livro de Nice Lecoq Muller, O Fato Urbano na Bacia do Rio Paraíba, São Paulo.
- 1969: ”A Morfologia Urbana de Padrão Geométrico na Idade Media” in Finisterra, vol. IV 8, pp. 198 215 (traduzido para japonês, no Japão).
- 1968: ”A Propósito da Originalidade da Cidade Muçulmana” in Finisterra, vol. III 5, pp. 19 31.

### Portugal
- 2006: “Remarks on the New Geography of Portugal” in H.-D. Schultz (Hg.), Berliner Geographische Arbeiten 107 – Metropolitanes & Mediterranes, Berlim, Geographischen Institut der Humboldt – Universitat zu Berlin, Berlim, pp. 249–264.
- 2006: Vol. 4 Geografia de Portugal, C. A. Medeiros (Dir.); Planeamento e Ordenamento do Território (Coord.) com J. M. Simões, Lisboa, Círculo de Leitores.
- 2004: Monografia do Concelho de Figueiró dos Vinhos, Câmara Municipal de Figueiró dos Vinhos (em colaboração com H. Gomes, A. C. Vicente e S. Vieira).
- 2003: “Le Portugal: territoires en mutation” in Geographie, Economie, Societe n? 5, Editions scientifiques et medicales Elsevier SAS, pp. 119–138.
- 2002: A Região Centro (autor do texto), Comissão de Coordenação da Região Centro, Coimbra.
- 2002: The Center Region (autor do texto), Comissão de Coordenação da Região Centro, Coimbra.
- 2002: La Region Centre (autor do texto), Comissão de Coordenação da Região Centro, Coimbra.
- 2001: “Desenvolvimento Sustentável: as Pessoas, o Espaço, o Ambiente” in O Futuro da Educação em Portugal. Tendências e Oportunidades – um estudo de reflexão prospectiva, Tomo II – As Dinâmicas de Contexto, Lisboa, Departamento de Avaliação, Prospectiva e Planeamento, pp. 227 336 (com Natércio Afonso e Teresa Alves).
- 2001: “Prefacio” Potencialidades do Litoral Alentejano – Dinâmicas Promotoras do Desenvolvimento do Emprego Formação, n?. 22 Estudos e Analises, Lisboa, Observatório do Emprego e Formação Profissional, pp. 19 20.
- 1999: “Le Portugal: changements recents et place dans le Sud-Ouest de l?Europe” in Sud Ouest Europeen, n?. 5, pp. 61 74.
- 1993: “Reordenamento Urbano em Portugal” in Serviços e Desenvolvimento numa Região em Mudança, Coimbra, CCRC, pp. 415 421.
- 1993: The Regions of Portugal, Direcção-geral do Desenvolvimento Regional, Lisboa.
- 1993: As Regiões Portuguesas, Direcção-geral do Desenvolvimento Regional, Lisboa.
- 1992: Southern Portugal in the 1990s. A European Investment Region (com Allan Williams), Londres, The Economist Intelligence Unit.
- 1991: North and Centre Portugal in the 1990s. A European Investment Region (com Allan Williams), Londres, The Economist Intelligence Unit.
- 1990: "The New Map of Portugal" in Michael Hebbert e J.Christian Hansen ed., Unfamiliar Territory. The Reshaping of European Geography, Londres, Gower, pp. 101–116.
- 1990: "Portugal between Centre and Periphery" in Arie Shachar e Sture Oberg ed., The World Economy and the Spatial Organization of Power, Londres, Gower, pp. 219–232.
- 1989: “Regionalização ou a necessidade de sair dos mitos para as realidades” in Vertice, Outubro 1989, pp. 13 18.
- 1989: Portugal nos próximos 20 anos, 2?. vol.: A Ocupação e a Organização do Espaço (com D. Abreu, J. Ferrao e C. J. Butler), Lisboa, Fundacao Calouste Gulbenkian.
- 1987: Portugal nos próximos 20 anos, 1?. vol.: A Ocupação e a Organização do Território - analise retrospectiva e tendências evolutivas, Lisboa, Fundação Calouste Gulbenkian.
- 1986: ”Mobilite Demographique et Regionalisation au Portugal” in P. Pellegrino et al., La Theorie de l?Espace Humain - Transformations Globales et Structures Globales, Geneve, CRAAL FNSRS, UNESCO, pp. 88 104 (com Manuel Porto).
- 1986: ”Portugal: População e Povoamento - evolução recente, tendências e perspectivas” in Povos e Culturas, n?. 1, pp. 15 37.
- 1984: “The unity and individuality of Portugal” in J. Naylon e J. B. Aceves (eds.) Iberian Studies – Journal of the Iberian Social Studies Association, University of Keele (Inglaterra), Vol. XIII, nos. 1-2 Primavera-Outono, pp. 3–7.
- 1983: "Le Portugal: Evolution Demographique Recente" in Mediterranee, n?. 4, pp. 3 9.
- 1982: "Regionalização: uma perspectiva socio-geografica" in Problemas de Regionalização, Lisboa, Sociedade de Geografia, pp. 97–112.
- 1981: ”Os Resultados Preliminares do Recenseamento Geral da População de 16 de Marco de 1981” in Finisterra, XVI 32, pp. 328 341.
- 1979: Portugal em Mapas e Números, Lisboa, Livros Horizonte, 189 p., 2?. ed. 1980.
- 1978: ”Aspectos Geográficos do Analfabetismo em Portugal” in M. J. Gusmão e A. J. G. Marques (ed.) in Curso sobre Educação de Adultos, Braga, pp. 301 328.
- 1976: ”Portugal” in Guide International d?Histoire Urbaine, pp. 365 380.
- 1971: ”Os Resultados Preliminares do 11?. Recenseamento da População” in Finisterra, vol. VI 12, pp. 295 301.

### Planeamento e Ordenamento do Território
- 2002: “A Alta Velocidade e o ordenamento do território” in Transportes em Revista – dossier Alta Velocidade, n?. 5, Ano I, pp. 20–23.
- 2002: Uma Estratégia de Ordenamento e de Desenvolvimento para Valorizar o Efeito Auto-Estrada na Beira Interior – Valorização Económica dos Grandes Eixos Viários em Zonas Interiores de Baixa Densidade, Comissão de Coordenação da Região Centro, Coimbra (com E. M. da Costa, J. Rodriguez, L. Carvalho e S. Vieira).
- 2001: Estudo de Impacte Socioeconómico do Porto de Lisboa, APL – Administração do Porto de Lisboa, Lisboa (com D. Abreu, N.M Costa e S. Barroso).
- 2000: Towards rural urban partnership in Europe – some findings from the study Programme on European Spatial Planning, EPRU-51, Lisboa (Editor, com Iva Pires e Eduardo Brito Henriques).
- 2000: “A organização territorial e os transportes aquáticos na Área Metropolitana de Lisboa” in Transportes Aquáticos e Interfaces Terra Água, pp. 23–34.
- 1999: A Localização do Novo Aeroporto Internacional no Contexto do Desenvolvimento do Território, Comissão de Coordenação da Região Centro, Coimbra.
- 1998: ”Ordenamento do Território” - intervenção no Colóquio sobre a Lei de Bases do Ordenamento do Território e Urbanismo in Poder Local, n?. 133, pp. 4 11.
- 1996: "O Novo Ordenamento do Território: Geografia e Valores" in Dinamismos Sócio Económicos e Reorganização Territorial: Processos de Urbanização e Reestruturação Produtiva, Coimbra, Instituto de Estudos Geográficos, pp. 707 718.
- 1996: "Planeamento Transfronteiriço e Desenvolvimento Regional do Sudoeste Comunitário" in Fernandez, António Jose C.; Bernardo, C.V. (ed.), Portugal Espanha: Ordenacion Territorial del Sudoeste Comunitario, Universidade de Extremadura, pp. 399 410.
- 1993: ”Transformações aceleradas num território «tradicionalmente» estável” in J. J. de Melo e C. Pimenta, O Que e Ecologia, Difusão Cultural, Lisboa, pp. 62 71.
- 1993: "Geografia e Ordenamento do Território - dos Paradigmas aos Novos Mapas" in Colóquio/Ciências, n?. 13, Lisboa, Fundação Calouste Gulbenkian, pp. 51 56.
- 1991: ”Uma operação ainda incompleta” in Cadernos de Economia, n?. 14, pp. 79 82.
- 1988: ”Seismic Impact of Future Earthquakes in the Town of Lisbon: an Example of Application” in Proceedings 9th WCEE, Toquio (com C. S. Oliveira, L. A. Mendes Victor e G. Silveira).
- 1986: ”Construção de um Modelo para Avaliação do Impacte Regional da Integração de Portugal na CEE” in Actas do IV Colóquio Ibérico de Geografia, Coimbra, pp. 59 76 (com Diogo Abreu, João Ferrão e Chris Jensen Butler).
- 1983: Estrutura Agrária e Inovação da Cova da Beira (colaboração/direcção), Coimbra, CCRC.
- 1981: ”Estrutura Agrária e Inovação na Cova da Beira” in Revista Critica de Ciências Sociais, n?. 7/8, pp. 513 (com Isabel Boura e Rui Jacinto).
- 1981: ”Estrutura Agrária e Inovação na Cova da Beira” in Desenvolvimento Regional, n?. 13, Coimbra, pp. 9 27 (com Isabel Boura e Rui Jacinto)
- 1978: A Bacia Hidrográfica do Rio Almonda. Equipamento Social e Mobilidade da População. Estudos para o Planeamento Regional e Urbano, n?. 6, Lisboa, 347 p. (com C. A. Medeiros e C. Cavaco).
- D. Estudos Eleitorais
- 1998: Portugal – Estudo de Divisão do Pais em Círculos Uninominais de Candidatura (coordenador), Fundação da Universidade de Lisboa, Centro de Estudos Geográficos da Universidade de Lisboa, Lisboa (com D. Abreu, I. André, N. Costa, E. Reis, C. Sirgado e P. Roquette).
- s.d.: “Portugal - Geografia Eleitoral: 1975 1987” in M. B. Coelho (coord.), Portugal - o Sistema Político e Constitucional 1974 1987, Instituto de Ciências Sociais, Universidade de Lisboa, pp. 257 277 (com Isabel André).
- 1990: Geografia eleitoral II (com Fernando Honório e Isabel André), Lisboa, EPRU, n?. 34.
- 1990: Geografia eleitoral I (com Isabel André), Lisboa, EPRU, n?. 33.
- 1987: ”Le Vote Rural au Portugal” in Espaces Populations Societes, 1987 3, pp. 533 539.
- 1986: ”Le Vote Rural” in Aspects du Portugal Rural, Sociedade Portuguesa de Estudos Rurais, Braga, pp. 77 85.
- 1985: ”Eleições no Pôs 25 de Abril: 1975 1980” in J. Medina, Historia Contemporânea de Portugal, Amigos do Livro Editores, Lisboa, 293 309.
- 1985: "Le Elezione nel Portogallo Democratico (1975-1983)" in Quaderni dell'Osservatorio Elettorale, n?. 14, Gennaio, pp. 89–127.
- 1985: ”Dez Anos de Democracia: Reflexos na Geografia Politica” in E. S. Ferreira e W. C. Opello Jr. (eds.), Conflitos e Mudanças em Portugal 1974 1984, Teorema, Lisboa, pp. 135 155.
- 1984: “Les elections portugaises 1975-1976” in J. Naylon e J. B. Aceves (eds.) Iberian Studies – Journal of the Iberian Social Studies Association, University of Keele (Inglaterra), Vol. XIII, nos. 1-2 Primavera-Outono, pp. 34–57.
- 1984: “Notes sur les elections locales portugaises partielles entre 1977 et 1979” in J. Naylon e J. B. Aceves (eds.) Iberian Studies – Journal of the Iberian Social Studies Association, University of Keele (Inglaterra), Vol. XIII, nos. 1-2 Primavera-Outono, pp. 58–71.
- 1984: As Eleições para a Assembleia da República 1979-83: Estudo de Geografia Eleitoral (com Isabel André e Fernando Honório), Lisboa, Instituto de Pesquisa Social Damião de Góis.
- 1983: ”Geografia e Sociologia dell?Astensionismo in Portugallo” in M. Caciagli e P. Scaramozzino, Il voto di chino vota, Edizioni di Comunita, Milano, pp. 71 88.
- 1983: ”L?Abstention Electorale au Portugal 1975 1980” in Finisterra, XVIII 35, pp. 65 97.
- 1983: ”Les Elections Portugaises 1975 1976” in Jacques Cadart, Les Modes de Scrutin des Dix huit Pays Libres de l?Europe Occidental, PUF, Paris, pp. 145 182.
- 1982: As Eleições para as Câmaras Municipais: Estudo de Geografia Eleitoral (com Isabel André e Fernando Honório), Lisboa, Instituto de Pesquisa Social Damião de Góis.
- s.d.: ”Prefacio” in V. A., As Eleições Legislativas - algumas perspectivas regionais, Lisboa, Livros Horizonte, pp. 7 11.
- 1976: ”1976: Uma Nova Geografia Eleitoral” in Eleições 76, ed. O Jornal, Lisboa, pp. 176 192 (com Nuno Vitorino).
- 1976: ”The Geography of the Portuguese Elections”, Comunicacao ao Congresso Internacional de Geografia, Moscovo, 10 p., publicado em International Geography - 76.
- 1976: As Eleições do 25 de Abril - Geografia e Imagens dos Partidos (com N. Vitorino), Lisboa, 315 p., Livros Horizonte.

### Pensamento Geográfico, Historia da Geografia, Ensino da Geografia
- 2004: “Applied Geography in Western and Southern Europe” in A. Bailly and L. J. Gibson (eds.), Applied Geography, Kluwer Academic Publishers, Dordrecht, pp. 151–168.
- 2001: “O Retorno da Paisagem a Geografia ? apontamentos místicos in Finisterra, XXXVI, 72, pp.83-99.
- 2000: “Perspectivas da Geografia para o Seculo XXI” in El Território y Su imagen – potencias y mesas redondas, Actas (Conferencia de Clausura), Malaga, CEDMA, pp. 323–334.
- 2000: “Redescobrir a Geografia” in Apogeo, 19/20, 45 47.
- 1999: “Conferencia de Clausura “Perspectivas da Geografia para o seculo XXI” in El Território y su imagen – Actas do XVI Congreso de Geografos Espanoles, Centro de Ediciones de la Diputacion de Malaga, Malaga, pp. 323 334.
- 1998: “Orlando Ribeiro” in Finisterra XXXIII, 65, pp. 3 6.
- 1997: ”Orlando Ribeiro et les Pays a l?Est de Castelo Branco” in vv. aa., Orlando Ribeiro e as terras da Idanha, Idanha a Nova, Centro Cultural Raiano, pp. 29 36. (English version).
- 1996: ”Permanência, actualidade e inovação na obra de Milton Santos” in M.A. de Souza (org.), O Mundo do Cidadão um Cidadão do Mundo, Hucitec, São Paulo, pp. 259 265.
- 1995: ”Geografia, Sociedade e Território” in Actas do II Congresso de Geografia Portuguesa, APG, Lisboa, pp. 231 234.
- 1994: ”O Olhar do Geógrafo” in Orlando Ribeiro, Finisterra, Encontros de Fotografia, Coimbra, pp. 9 18. (English version).
- 1987: ”Nota de Apresentação” de Paul Claval, Geografia do Homem, Almedina, Coimbra, pp. IX XI.
- 1986: ”Notas em torno do desenvolvimento da Geografia em Portugal” in Anales de Geografia de la Universidad Complutense, n?. 6 Ed. Universidad Complutense, pp. 63 79 (com Antonio de Brum Ferreira e Carlos Alberto Medeiros).
- 1985: ”Portuguese Human Geography: from origins to recent developments” in Progress in Human Geography, vol. 9, 3, pp. 315 330.
- 1984: ”Um poliedro complexo: olhar sobre a estrutura científica do Centro de Estudos Geograficos” in Livro de Homenagem a Orlando Ribeiro, I volume, CEG, Lisboa, pp. 37 58 (com Diogo Abreu, Joao Ferrao e Lucinda Fonseca).
- 1984: ”A Propósito de Ruralismo e Urbanismo em Geografia ou Fernandes Martins Geógrafo da Cidade”, Biblos, Lisboa, pp. 1 6.
- 1984: ”Portugal: uma Geografia em Mudança” in III Colóquio Ibérico de Geografia - Acta, Ponencias y Comunicaciones, Barcelona, Universitat de Barcelona, pp. 18 21.
- 1982: ”A Organização do Curso de Geografia na Faculdade de Letras de Lisboa depois de 25 de Abril de 1974” in II Colóquio Ibérico de Geografia, Lisboa, 1980 - Comunicações, vol. I, pp. 181 194 (com Carlos Alberto Medeiros).
- 1982: ”Portugal: Uma Geografia em Mudança (o levantar de uma questão)” in Finisterra, XVII 34, pp. 215 221.
- 1981: “O Jubileu de Orlando Ribeiro. Um marco simbólico na Geografia Portuguesa.” in O Professor, 29, pp. 30 33.
- 1981: ”Perspectivas da Geografia Humana em Portugal: Ensino, Investigação e Carreiras” in I Colóquio Ibérico de Geografia, Salamanca, pp. 67 76 (com António Gama).
- 1969: "O momento actual da Geografia Humana na Suécia" (com T. Hagerstrand) in Finisterra, vol. IV 7, Lisboa, pp. 5 30.

### Geografia Económica
- 2003: “O impacte socioeconómico do porto de Lisboa” in Sousa, J. F. de (ed.) Portos, Transportes Marítimos e Território, Lisboa, pp. 141–156 (com Diogo Abreu, Nuno Costa e Sérgio Barroso).
- 1998: “Nota de Apresentação” in J. Gaspar e M. Vale (orgs) Desenvolvimento Industrial e Território, Coimbra, CCRC, pp. 7 14.
- 1996: ”Innovation, Territory and Industrial Development in Portugal” in Finisterra, XXXI 62, pp. 29 44 (com Lucinda Fonseca e Mario Vale).
- 1994: "New Forms of Transport and Communication: New Patterns of Disadvantage" in Hadjamichalis, C.; Sadler, D., (Eds), On and around the margins of a New Europe, Londres, Averbury, pp. 123 132.
- 1992: "Societal Response to Changes in the Production System" in Urban Studies, vol. 29, n?. 6, pp. 827–837.
- 1981: "The Cova da Beira: An Applied Structural Analysis of Agriculture and Communication" (com Peter Gould), Lund Studies in Geography - Ser. B. Human Geography (48), pp. 183 214.
- 1977: ”A Localização das Sedes das Principais Sociedades em Portugal” in Finisterra, vol. XII 23, pp. 160 168.
- 1972: A Área de Influencia de Évora, Lisboa, Centro de Estudos Geográficos, 2?. ed. 1981.
- 1970: "Os Portos Fluviais do Tejo" in Finisterra, n?. 10, Lisboa, pp. 153 204.
- 1970: As Feiras de Gado na Beira Litoral, Centro de Estudos Geográficos, Lisboa, Livros Horizonte, 2?. ed. 1986.

### Comunicação e Telecomunicações – desenvolvimento regional e urbano
- 1989: ”Telecomunications and the Location of Portugal in Global Information Space - 1950 1985” in Geografisk Tidsskrift, n?. 90, pp. 18 28 (com Chris Jensen Butler).
- 1988: ”As Telecomunicações e a Localização de Portugal no Espaço Informativo Global” in Finisterra, XXIII 46, Lisboa, 1989 224 (com Chris Jensen Butler).
- 1988: ”Telecommunications and the Location of Portugal in Global Information Space” (com C. Jensen-Butler) in NOTAT, 69, Geografisk Institut, Aarhus Universitet.
- 1987: ”Implementação de um Projecto: Criação de Infra-estruturas para a Introdução de NTI nos Sectores Produtivos no Contexto do Desenvolvimento Regional” in Desenvolvimento Regional, n?. 24/25, Coimbra, pp. 91 107.
- 1986: "Telecomunicações e Desenvolvimento Regional em Portugal: um projecto para a Região Centro" in Finisterra XXI 41, Lisboa, pp. 5 56.
- 1986: "Telecommunications and Regional Development in Portugal" (com C. Jensen-Butler e S. Erik Jeppesen) in Arbejdsrapport (16), Aarhus Universitet.
- 1984: ”Telecomunicações e Desenvolvimento Regional em Portugal” in Revista da Administração Publica, n?. 26, SEAP, pp. 569 582 (com Manuel Porto).
- 1981: ”Campo Médio de Informação de Quatro Bairros de Lisboa” in Finisterra, XVI 32, pp. 261 297 (com Diogo Abreu, M. E. Arroz e Ana Catita).

### Outros Trabalho s
- 2005: “Nota de Apresentação” in Jacinto, R. (autor) Entre Margens e Fronteiras – para uma geografia das ausências e das identidades raianas, Colecção Iberografias, n?. 4, Campo das Letras Editores, Porto, 2 p.
- 2004: “As ciências e as artes na viragem do milénio” in A. P. de Sousa e T. A. Malafaia (eds.) Diálogos Disciplinares, IST Press, Lisboa, pp. 58–61.
- 2004: “A Propósito de Raia e de Fronteira” in Fronteiras Espelhos do Mundo Fotografia, C. M. Castelo Branco, 4 pp.
- 2003: “Tradição, Modernidade, Fronteiras” in Raia sem Fronteiras, C. M. Castelo Branco, 5 pp.
- 2003: “Coimbra e a procura da paisagem” in Coimbra, Centro de Artes Visuais – Encontros de Fotografia, Coimbra, pp. 22–60.
- 2002: “O Mediterrâneo – O Homem e a Terra” in Actas do I Congresso Português de Cultura Mediterrânica – A Terra, o Homem, o Pão, Confraria do Pão, Terena, pp. 89–96.
- 2000: “Nota de Apresentação” de M. N. Vacas Aspectos Antropogeograficos do Alentejo, ed. Colibri, Lisboa.
- 2000: “O Alentejo – Um Olhar Geográfico” in Instituto do Emprego e Formação Profissional – Delegação Regional do Alentejo Artesanato da Região Alentejo, Évora, pp. 13 19.
- 2000: Paisagens Protegidas da Área Metropolitana de Lisboa, Lisboa, AML. (autoria do texto).
- 1999: “A Faculdade e a Comunidade” in M. H. M. Mateus, L. R. Santos e L. L. Faria (coords) A Faculdade de Letras em Debate, Lisboa, Ed. Colibri, pp. 111 115.
- 1997: ”Setecentos Anos ate a Nova Fronteira” in vv. aa., Linha de Fronteira, Coimbra, Comissão de Coordenação da Região Centro, pp. 13 21. (English version).
- 1997: ”Códigos para uma Geografia” in Pereira, A.S., Manto de Ceres, Idanha a Nova, Centro Cultural Raiano, pp. 5 12. (English version).
- 1996: Recession de A. Harding, J. Dawson, R. Evans e M. Parkinson European Cities Towards 2000 - Profiles, Policies and Prospects (1994) in European Urban and Regional Studies, Manchester, University Press, pp. 76 79.
- 1994: ”Itinerários de Fronteira” in Encontros de Fotografia, Itinerários de Fronteira, Coimbra, pp. 5 15. (English version).
- 1993: ”Campos do Mondego” in Encontros de Fotografia, Vale do Mondego, Coimbra, pp. 5 8.
- 1993: ”Território dos Saloios” in Etnografia da Região Saloia - A Terra e o Homem, Instituto de Sintra, Sintra, pp. 3 12.
- 1991: ”Europa - de Finisterra a Periferia” in H.C.G. de Araújo (org.), Portugal e a Europa - identidade e diversidade, Edições Asa, Rio Tinto, pp. 29 37.
- 1991: North and Central Portugal in the 1990s. A European Investment Region (com Allan Williams), Londres, Economist Intelligence Unit.
- 1985: ”A Fronteira como Factor Geográfico” in Ias Jornadas Ibericas de Investigadores em Ciências Humanas y Sociales - Actas, Ponencias y Communicaciones, pp. 225 233.
- 1984: ”As transformações na organização do território e os problemas da regionalização” in III Colóquio Ibérico de Geografia - Acta, Ponencias y Comunicaciones, Barcelona, Universitat de Barcelona, pp. 533 538.
- 1982: ”Transformações recentes na Geografia do Futebol em Portugal” in Finisterra, XVII 34, pp. 301 324 (com Isabel Boura, Rui Jacinto, Chris Jensen Butler).
- 1981: ”O Futebol - mobilidade geográfica e social” in Actas do IX Congresso Internacional do HISPA - International Association for the History of Physical Education and Sport, Lisboa, pp. 143 159 (com Fernando Honório, Jorge Honório e Jose Manuel Simões).
- 1975: ”A Percepção do Espaço” in Finisterra, vol. X 20, pp. 317 322 (em colaboração com Ana Marin).
- 1974: ”Uma Dissertação Sueca de Geografia Politica” in Finisterra, vol. IX 18, pp. 330 332 (Recensao).
- 1974: ”Uma Nova Síntese Sobre a Organização do Espaço” in Finisterra, vol. IX 18, pp. 325 329 (Recensão).
- 1971: ”Aspectos Geográficos do Futebol em Portugal” in Broteria, n?. 4, pp. 491 505.
- 1970: ”As transformações do Povoamento no Sul da Suécia” in Finisterra, vol. V 9, pp. 121 126. Recensao da obra de Nils Lewan, Landsbebyggelse I Forvandling - En Studie av Utveklingen I Skaane Sedan 1910, med Sarskild Hansyn till Arbetstillfallena Omfordelning.
- 1965: ”Portugal Insular e Ultramarino” in Enciclopédia Verbo Juvenil, n?. 11, Verbo, Lisboa, pp. 4 16.
- 1965: ”Portugal Continental” in Enciclopédia Verbo Juvenil, nº. 10, Verbo, Lisboa, pp. 4 12.
- 1965: ”A África” in Enciclopédia Verbo Juvenil, nº. 9, Verbo, Lisboa, pp. 4 16.
- 1965: ”A Ásia e a Oceânia” in Enciclopédia Verbo Juvenil, nº. 8, Verbo, Lisboa, pp. 4 17.
- 1965: ”América Central, América do Sul e Antilhas” in Enciclopédia Verbo Juvenil, nº. 7, Verbo, Lisboa, pp. 4 15.
- 1965: ”A América do Norte” in Enciclopedia Verbo Juvenil, nº. 6, Verbo, Lisboa, pp. 4 12.
- 1965: ”A Europa Germânica e Eslava” in Enciclopédia Verbo Juvenil, nº. 5, Verbo, Lisboa, pp. 4 15.

## Ligações Externas
- Currículum Vitae do Prof. Doutor Jorge Manuel Barbosa Gaspar